# Crizanlizumab
Le crizanlizumab est un médicament de type anticorps monoclonal, utilisé dans le traitement de la drépanocytose.

## Mode d'action
Il s'agit d'un anticorps monoclonal qui se lie à la P-sélectine et la bloque, diminuant ainsi la fixation des cellules à l'intérieur des vaisseaux sanguins.

## Usage médical
Le crizanlizumab est un médicament utilisé pour traiter la drépanocytose. Il est notamment utilisé pour réduire la fréquence des crises vaso-occlusives chez les personnes de plus de 15 ans. Le médicament est administré par injection dans une veine.

## Effets secondaires
Les effets secondaires de ce médicament comprennent des douleurs articulaires, des nausées, de la fièvre ou des douleurs abdominales. D’autres effets secondaires peuvent inclure des réactions à la perfusion. L'utilisation de ce médicament pendant la grossesse peut nuire au fœtus.

## Histoire
Le médicament crizanlizumab a été approuvé pour un usage médical aux États-Unis en 2019 et en Europe en 2020,. Au Royaume-Uni, 100 mg coûtaient au NHS environ 1 000 livres sterling en 2021. Aux États-Unis, ce montant est d'environ 2 400 dollars américains.